# Лассе Норман Гансен
Лассе Норман Гансен  (дан. Lasse Norman Hansen, 11 лютого 1992) — данський велогонщик, олімпійський чемпіон та медаліст, призер чемпіонатів світу та чемпіонатів Європи.

## Виступи на Олімпіадах
| Олімпіада           | Дисципліна                    | Місце |
| ------------------- | ----------------------------- | ----- |
| Лондон 2012         | командна гонка переслідування | 5     |
| Лондон 2012         | омніум                        | 1     |
| Ріо-де-Жанейро 2016 | командна гонка переслідування | 3     |
| Ріо-де-Жанейро 2016 | омніум                        | 3     |
| Токіо 2020          | командна гонка переслідування | 2     |
| Токіо 2020          | медісон                       | 1     |